# César Kist
César Kist (Santa Cruz do Sul, 22 ottobre 1964) è un ex tennista brasiliano.

## Carriera
In carriera ha raggiunto due finali di doppio nel circuito maggiore al Washington Open nel 1986, in coppia con Ricardo Acioly, e al Guarujá Open nel 1989, in coppia con Mauro Menezes.

## Statistiche

### Doppio

#### Finali perse (2)
| Numero | Anno             | Torneo                      | Superficie  | Compagno       | Avversari in finale            | Punteggio |
| 1.     | 3 agosto 1986    | Washington Open, Washington | Terra rossa | Ricardo Acioly | Hans Gildemeister Andrés Gómez | 3-6, 5-7  |
| 2.     | 12 febbraio 1989 | Guarujá Open, Guarujá       | Cemento     | Mauro Menezes  | Ricardo Acioly Dácio Campos    | 6-7, 6-7  |